# Ptarmica vulgaris
Ptarmica vulgaris là một loài thực vật có hoa trong họ Cúc. Loài này được Hill miêu tả khoa học đầu tiên năm 1756.